# Туринг (тип кузова)

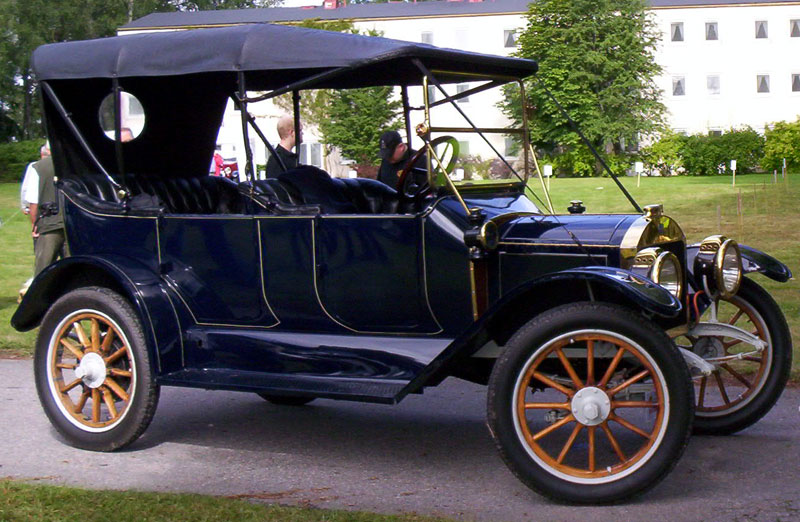
Maxwell Model 24-4 Touring модели 1913 года

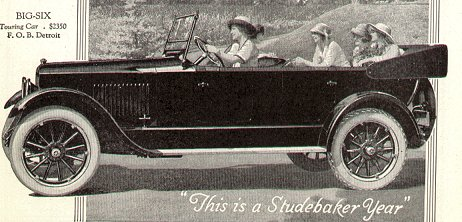
Studebaker Big Six Touring Car модели 1920 года — туринг с тремя рядами сидений

Туринг (англ. touring, touring car), в британском английском — турер (англ. tourer), также иногда — торпедо (англ. torpedo) — исторический тип открытого автомобильного кузова, один из наиболее популярных типов кузова вплоть до массового распространения седанов во второй половине 1920-х годов. По данному SAE в 1916 году определению, туринг — «открытый кузов с четырьмя и более посадочными местами и прямым доступом к заднему ряду сидений». 

## Общие характеристики
Изначально это название подразумевало «туристический» автомобиль для длительных поездок (далеко не обязательно развлекательных — основным значением слова touring в английском языке в то время было «работа, связанная с постоянными разъездами» — например, коммивояжёра), достаточно массивный и прочный для того, чтобы выдерживать путешествия по дорогам тех лет.
Такой кузов мог быть как двухдверным, так и четырёхдверным, но в двухдверном варианте двери располагались не на противоположных бортах, как у современных двухведерных кузовов, а на одном, обеспечивая раздельный доступ к переднему и заднему сиденьям. Иногда дверей могло быть и три — например, две двери для доступа к переднему сиденью и одна для заднего. Большие автомобили с кузовом такого типа могли иметь и три ряда сидений.
В непогоду водитель такого автомобиля поднимал складной верх и пристёгивал к боковине брезентовые или сделанные из кожзама шторки со стеклянными, целлулоидными или плёночными окошками. 

## Производство

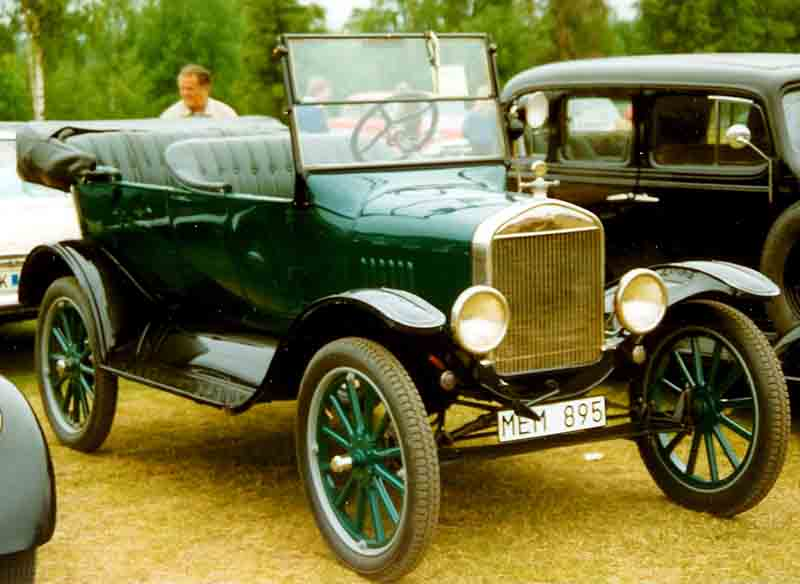
Ford Model T Touring

Один из наиболее популярных автомобилей с таким кузовом — Ford Model T Touring: на него приходилось примерно 44 % от общего выпуска «Форд-Т», включая грузовые модификации и коммерческие шасси, или 6 519 643 из около 15 000 000.
Стоит отметить, что в первой четверти XX века общепринятые стандарты относительно классификации автомобильных кузовов и наименования их различных типов  по большому счёту отсутствовали — каждый производитель использовал свою собственную номенклатуру, зачастую сильно отличавшуюся от используемой другими фирмами, и, тем более, в других странах.
Такой же по конфигурации, но более лёгкий и спортивный кузов мог назваться «фаэтон» (англ. phaeton). Впоследствии, по мере сглаживания различий между различными типами автомобильных кузовов, второй термин поглотил первый — все четырёхдверные открытые автомобили стали называть фаэтонами. Так, выпускавшийся с 1927 года Ford Model A с таким кузовом именовался уже «фаэтоном», как и его лицензионная копия — ГАЗ-А.

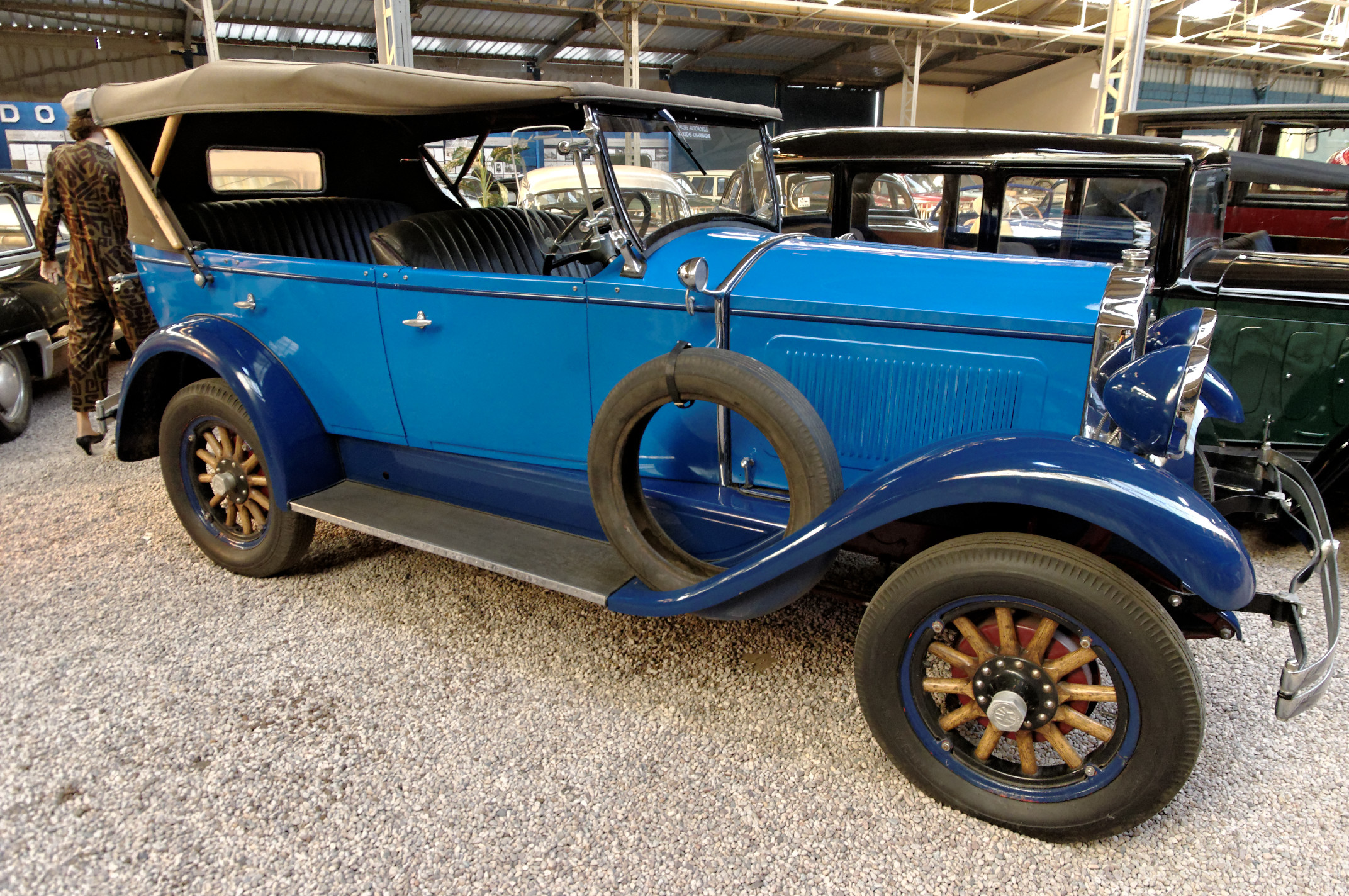
Willys Knight 70 A Torpedo модели 1930 года

Термин «торпедо» изначально означал разновидность туринга с капотом двигателя, образующим одну линию с поясной линией кузова, и вообще плавным переходом от капота к самому кузову. К 1930-м годам такой дизайн стал скорее правилом, чем исключением, и это обозначение вышло из употребления.

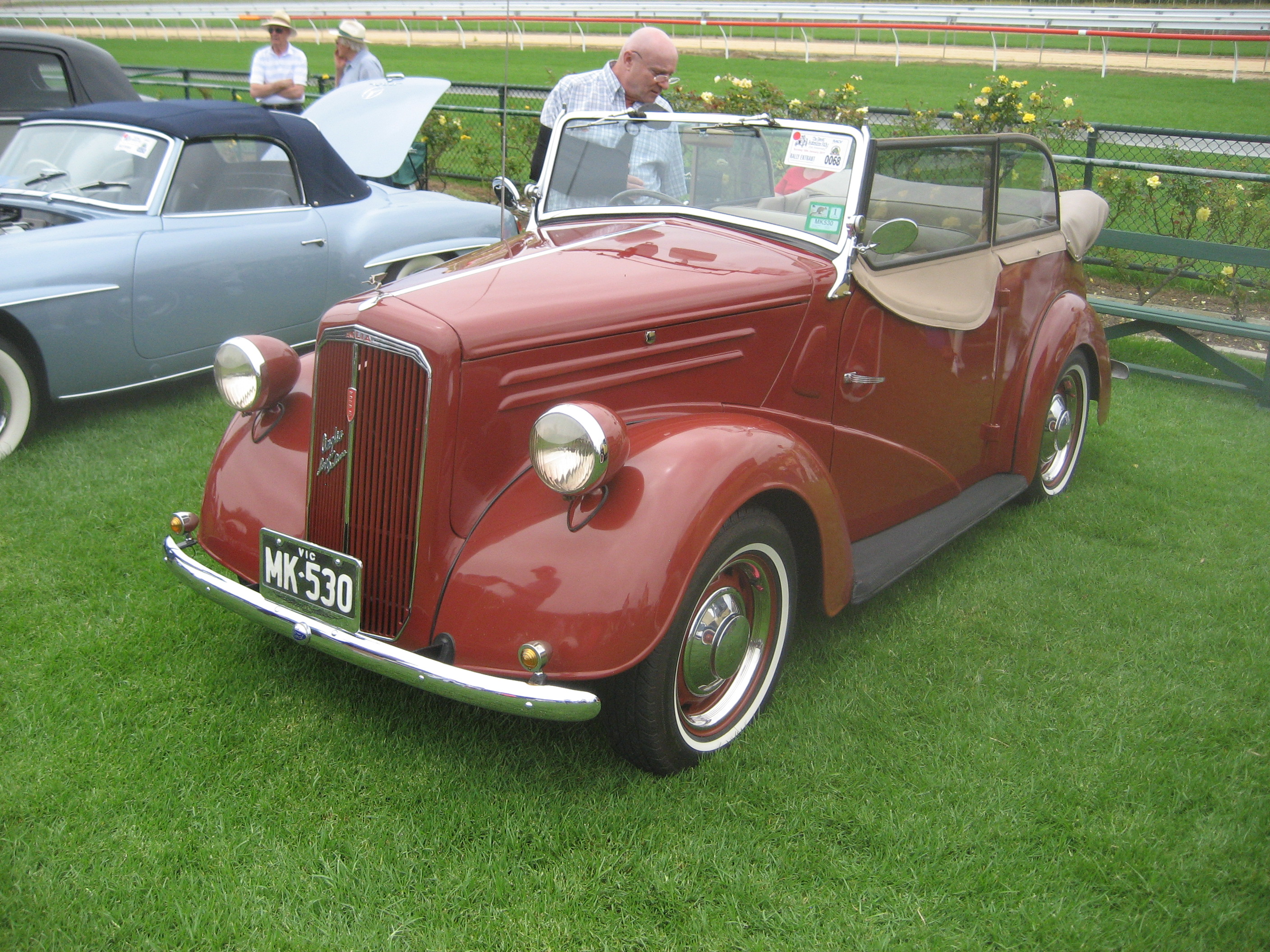
Ford Anglia A54A Tourer модели 1948 года: подъёмный верх сложен, боковые шторки пристёгнуты

В британском английском термин tourer имел в целом то же самое значение, что touring car в американском английском, но иногда к турерам относили и двухдверные, двухместные автомобили, которые в США посчитали бы родстерами. Также в Великобритании одно время использовался термин all-weather tourer, означавший четырёхдверный кабриолет с подъёмными боковыми окнами — в отличие от обычного турера с пристежными шторками.